# 塞浦路斯共产党
塞浦路斯共产党（希臘語：Κομμουνιστικού Κόμματος Κύπρου），简称塞共（Κ.Κ.Κ.），是塞浦路斯的一个已不存在的共产主义政党。该党成立于1926年8月15日。塞共成立后，把反对帝国主义、殖民主义的斗争作为主要任务，多次组织工人罢工，反对英国殖民统治，要求民族自治。1931年，该党得到共产国际承认；同年，因支持民族主义暴动遭镇压，党的主要领导人被驱逐出境，国内由科斯塔斯·科诺纳斯任总书记。1933年，英国殖民当局宣布塞共非法，党组织陷于瘫痪。1937年，普劳蒂斯·塞尔瓦斯重建党的组织，大力开展工人运动，逐步恢复和扩大了党的力量。1941年4月14日，塞尔瓦斯另行组建了劳动人民进步党，作为塞共的统一战线组织。1944年，塞共并入劳动人民进步党。